# Plato's Atlantis
Plato’s Atlantis — коллекция английского дизайнера Ли Александра Маккуина, показанная в рамках модного сезона Весна/Лето 2010. Коллекция является последней выпущенной при жизни дизайнера. Маккуин был найден мертвым в собственной квартире зимой 2010 года и не закончил следующую коллекцию Angels and Demons.

## Происхождение названия
Название «Plato’s Atlantis» является отсылкой к легенде о затерянном острове Атлантида, описанном древнегреческим философом Платоном. Согласно диалогу Платона, Атлантида была развитым государством, жители которого, атланты, разгневали богов и Зевс, возмущенный алчностью народа решил его погубить.
«Но позднее, когда пришел срок для невиданных землетрясений и наводнений, за одни ужасные сутки вся ваша воинская сила была поглощена разверзнувшейся землей; равным образом и Атлантида исчезла, погрузившись в пучину.»

## Работа над коллекцией
В коллекции Plato’s Atlantis, как и в коллекции Natural Distinction Unnatural Selection сезона Весна/Лето 2009, Александр Маккуин затронул теорию Чарльза Дарвина относительно концепции развития человека. Однако, в отличие от коллекции 2009 года, в которой рассматривались одни из основных факторов эволюции — фактор естественного отбора и фактор борьбы за существование, в Plato’s Atlantis Маккуин предполагает, что человеческий вид в процессе прохождения своего эволюционного пути вернётся обратно в океан.
« Все шоу было метаморфно, полностью противоположно предыдущему, в котором были отсылки к Дарвину и его теории эволюции видов. Теперь все наоборот: вместо теории Дарвина о том, что мы произошли из океана, я представил, что мы пришли с суши, но вернулись обратно в океан.»

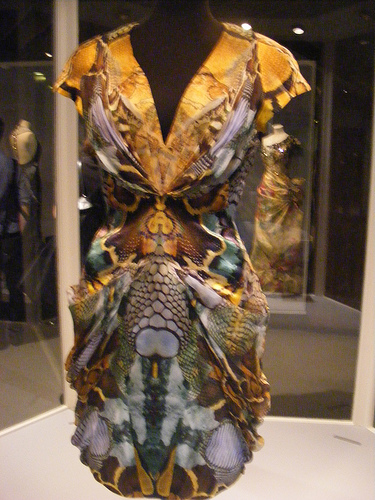
Платье из коллекции Plato’s Atlantis

Коллекция отражала эволюционный путь организмов, в конце которого предполагалось возвращение в океан. Александр Маккуин продемонстрировал множество новых силуэтов, стремясь повторить формы морских животных. Акценты на бедрах и плечах должны были сделать фигуру аморфной; мини-юбки, выполненные в технике гофре иллюстрировали щупальца медуз; рукава с буфами, сложенные в нескольких местах вызывали ассоциации с жабрами.
Во время работы над коллекцией Маккуин провел много времени, занимаясь подводным плаванием и фотографией коралловых рифов. Впоследствии снимки были использованы для создания уникальных принтов, в частности, на ткань были перенесены фотографии скатов и медуз.

## Туфли-броненосцы
На шоу Plato’s Atlantis впервые были представлены так называемые туфли-броненосцы (англ. Armadillo shoes), которые стали одним из фирменных знаков бренда Alexander McQueen благодаря вызванному резонансу и последующей популярности в СМИ. По словам Маккуина, вдохновением для обуви послужили культовые фильмы в жанре научной фантастики, такие как «Чужой» (1979) режиссера Ридли Скотта, «Бездна» (1989) Джеймса Кэмерона и «Хищник» (1987) Джона Мактирнана. Идея создания силуэта, искажающего человеческую анатомию, была основной при разработке дизайна. Таким образом, обувь имеет инопланетный вид. Название обуви исходит из покрывающих поверхность туфель пластин, напоминающих чешую броненосца. Позднее туфли-броненосцы появились в клипе американской певицы Леди Гаги «Bad Romance», чем заслужили ещё большую популярность.

## Значимость
Коллекция Plato’s Atlantis стала первым в истории модным показом, транслировавшемся на широкую аудиторию в режиме онлайн. Совместно с Ником Найтом — известным фешн-фотографом и создателем модного сайта «SHOWstudio.com» — Маккуин запустил трансляцию в режиме реального времени. Параллельно подиуму были установлены камеры, которые двигались по операторским тележкам, снимая проходящих мимо моделей и зрителей.
За полчаса до начала трансляции Леди Гага опубликовала запись в Твиттере, где анонсировала выход своего нового сингла «Bad Romance». Сингл должен был прозвучать во время выхода моделей на шоу Plato’s Atlantis. Леди Гага прикрепила ссылку на сайт «SHOWstudio.com», на котором проводилась трансляция. Из-за огромного количества переходов на платформу сайт перестал работать и трансляция остановилась. Модный критик Сьюзи Менкес отметила, что шоу стало «революцией моды XXI века».

## Критика
В целом коллекция была положительно принята модными критиками и редакторами ведущих фешн-журналов. Большинство отмечало как и общую задумку шоу, безупречное исполнение костюмов, обуви, так и художественную сторону показа. Особенный акцент был сделан именно на технологическом оснащении шоу.

Бывший генеральный директор Gucci Group Роберт Полет назвал бренд Alexander McQueen самым инновационным в технологическом плане во всей группе.
«Это не о том, что будет через 3 или 5 лет — это о том, что происходит сейчас. Это самый крупный прорыв, который затронет все аспекты нашего бизнеса. Это позволит брендам лучше взаимодействовать с клиентами, вызывать больше эмоций. Это одна из тех вещей, которая способна полностью изменить картину происходящего — какая потрясающая возможность!»
Модный критик Сара Мовер в обзоре коллекции написала, что Александр Маккуин вместе с Леди Гагой смогли расширить границы модной индустрии.
«То, как он использует новые компьютерные технологии, делает его лидером на пути к переменам.»

## Savage Beauty

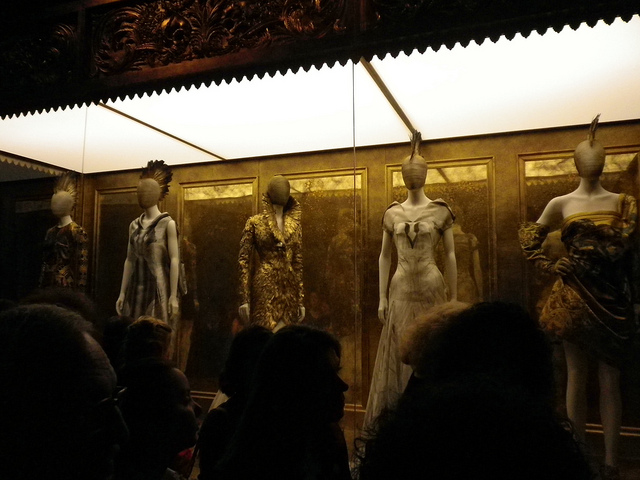
Выставка Savage Beauty в Метрополитен-музее, Нью-Йорк, 2011 год

Коллекция Plato’s Atlantis стала одним из объектов выставки музея "Метрополитен" в Нью-Йорке. Выставка 2011 года была полностью посвящена творчеству Александра Маккуина и также включала объекты из коллекций VOSS, Dante, Horn of Plenty, включая период работы дизайнера в модном доме Givenchy.